# بوفان (أورن)
بوفان هي بلدية في أورن في شمال غرب فرنسا.